# فرودگاه آبی براژ گووین
فرودگاه آبی براژ گووین (به انگلیسی: Barrage Gouin Water Aerodrome) یک فرودگاه همگانی است که یک باند فرود آب دارد. این فرودگاه در کشور کانادا قرار دارد و در ارتفاع ۴۰۴ متری از سطح دریا واقع شده‌است.